# Ochthornis littoralis
Az Ochthornis littoralis a madarak (Aves) osztályának a verébalakúak (Passeriformes) rendjébe a királygébicsfélék (Tyrannidae) családjába tartozó Ochthornis nem egyetlen faja.

## Előfordulása
Bolívia, Brazília, Kolumbia, Ecuador, Francia Guyana, Guyana, Peru és Venezuela területén honos.